# Селиванов, Борис Викторович
Борис Викторович Селиванов — советский хозяйственный, государственный и политический деятель.

## Биография
Родился в семье Виктора Ивановича Селиванова. Член КПСС.
С 1950 года — на хозяйственной, общественной и политической работе. В 1950—2010 годах — инженер РЖУ, ответственный работник строительной отрасли города Москвы, первый заместитель председателя, председатель Октябрьского райисполкома города Москвы, заведующий отделом городского хозяйства Московского горкома КПСС, первый секретарь Перовского райкома КПСС города Москвы, 1-й заместитель председателя исполкома Моссовета, генеральный директор акционерного общества «Москапстрой».
Делегат XXVII съезда КПСС.
За решение проблемы восстановления и использования загрязненных территорий на примере застройки квартала 38 а, б по Мичуринскому проспекту Москвы был в составе коллектива удостоен Государственной премии Российской Федерации за 1996 год в области науки и техники.
Живёт в Москве.